# Полосатая рыбная сова
Полосатая рыбная сова (лат. Scotopelia peli) — вид рыбных сов из семейства Совиные. Довольно крупная сова, питается в основном рыбой и водными животными. Активна в сумерках. Пик брачного сезона — февраль — апрель. Самка откладывает два яйца, но выживает лишь один более сильный птенец. В мире имеет почти нормальную численность и попадает в категорию Least Concern (наименьший риск), в Намибии осталось всего 120 особей, которые находятся под угрозой полного вымирания. На языке африкаанс также известна как «Visuil».

## Внешний вид
Размеры взрослой птицы 51-63 см, размах крыльев 150 см, масса 2-2,3 кг. Голова круглая, большие глаза, ушных пучков нет. Так как добыча полосатой рыбной совы находится под водой, у неё отсутствует нужда в остром слухе, из-за этого лицевой диск, который обычно помогает совам определить направление слабых звуков, у этой совы слабо выражен. Кроме того, из-за того, что добыча совы не может её услышать, края её крыльев не такие мягкие, как у других сов, и летать бесшумно она не может. Лапы полосатой рыбной совы не имеют оперения, так же как и у других рыбоядных сов. Вероятно, это нужно для удобства охоты — перья на лапах намокали бы при ловле рыбы. Также на пальцах есть острые шипы, помогающие крепче держать скользкую рыбу. Клюв приспособлен для ловли рыбы, крабов, креветок и других водных обитателей. Окрас полосатых рыбных сов от красно-коричневого до чёрного. Верхняя сторона покрыта чёткими тёмными полосками, нижняя сторона светлее и покрыта более светлыми полосками, которые по бокам становятся V-образной формы. Горло светлое-серое. Короткий хвост покрыт широкими тёмными полосами. У некоторых птиц окрас может значительно отличаться от основного, в основном из-за обилия черных или белых перьев. Радужина глаз коричневая, клюв чёрный. Окрас самок и самцов практически не отличается, хотя самки могут быть немного светлее самцов. Совы-подростки имеют более белое оперение, которое полностью сменяется на взрослое к 15 месяцам.

## Образ жизни
Основная добыча этой совы — рыба весом от 100—250 г до 2 кг, например сомы, тилапии, хепсетусы, синодонты(перистоусые сомики). Также она ест крабов, креветок, лягушек, пресноводных двустворок, больших насекомых и даже маленьких крокодилов. Охота происходит ночью. Охотится сова, высматривая добычу с нависающей над водой ветки. Иногда местом для засады служат песчаные обрывы. Когда сова замечает поверхностную рябь, она совершает короткий бросок и когтями схватывает рыбу, плавающую у поверхности. Съедает добычу сова либо сразу же в воздухе, либо относит в тихое место, а там разрывает на куски и съедает. 

Гнезда эти совы устраивают на деревьях, которые находятся на расстоянии не более 50 м от реки. Причем они предпочитают большие и медленные реки мелким и быстрым.

## Размножение
Брачный сезон у полосатых рыбных сов начинается после того, как уровень воды в реке достигнет максимума. Обычно это февраль-апрель. У вылупившихся птенцов будет много пищи, так как после того, как уровень воды в реке начинает падать, там остаётся много рыбы. Эти совы моногамны, и размножение у пары происходит каждый второй год. Гнёзда располагаются на высоте 3-12 метров над землёй. Иногда совы не строят своё гнездо, а используют старые гнёзда молотоглава. Каждый год совы стараются использовать одно и то же гнездо. Самка откладывает два белых яйца, но часто выживает только один самый сильный птенец, которому достаётся вся принесённая родителями пища, второй погибает от голода. Инкубационный период длится 32-38 дней. Высиживанием занимается исключительно самка, самец приносит ей еду. Выживший птенец оперяется на 68-70 день, а на четвёртый месяц оставляет родительское гнездо, но остаётся зависимым от родителей ещё девять месяцев. Возраста полового созревания совы достигают в два года.

## Распространение
Обитает в отдельных лесах и лесистых районах Сенегала и Гамбии, на юго-западе Мали, в Буркина-Фасо, Сьерра-Леоне, Либерии, на Берегу Слоновой кости, в Гане, Бенине, на юге Нигера, на юге Камеруна, в Габоне, Конго, в Центральноафриканской республике, на юге Судана, на западе и в центре Эфиопии, в Эритрее, на юге Сомали, в Руанде, Уганде, Кении, Танзании, Малави, на юг до северо-запада Анголы и Заира, Замбии, северо-востока Намибии, северо-востока Ботсваны, Зимбабве, Мозамбика и востока Южной Африки. Сова предпочитает леса, расположенные по берегам рек (например Окаванго), озёра, и болота, встречается на высоте до 1700 метров. Полосатых рыбных сов можно найти далеко от леса, даже в полупустынях, если там есть большие деревья, растущие у воды, или на морском побережье, где они охотятся наравне с другими морскими птицами.

## Угроза существованию
Реки, на которых обитает полосатая рыбная сова, находятся под угрозой в результате постройки плотин, заиливания и забора воды для ирригации. В некоторых местах из-за загрязнения рек сокращается количество рыбных запасов, что угрожает существованию рыбных сов. Обычно это происходит там, где народонаселение быстро увеличивается. Забор большого количества воды для ирригации земель, вырубка деревьев, и даже повреждения деревьев большими популяциями слонов грозят сокращением прибрежных лесов, в которых совы гнездятся и выводят потомство. Даже если совы живут на заповедных территориях, деятельность людей выше по течению может влиять на количество рыбы и деревьев, тем самым угрожая существованию сов. Уже сейчас популяция полосатых рыбных сов содержит менее 1400 особей, и учёные говорят об угрозе вымирания в будущем, особенно если климат Африки, как предсказывают модели изменения климата, станет суше, а население увеличится, что сильно воздействует на речные системы данного региона.